# Paschimottanasana

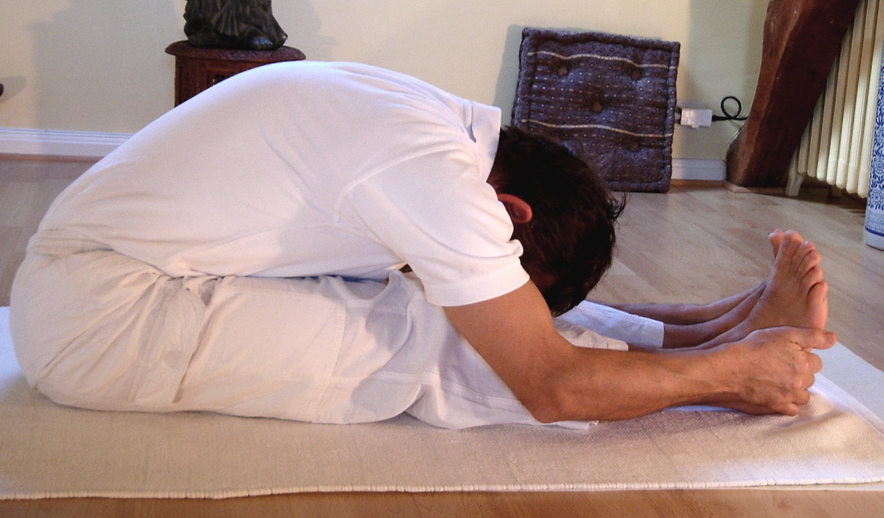
Strekking van het Westen
Paschimottanasana

Paschimottanasana, ook wel Paccimasana of Paschima Tana (Sanskriet voor intense strekking van het westen), is een veelvoorkomende houding of asana.
| Sanskriet | vertaling                   |
| pashima   | west                        |
| ut        | intens                      |
| tan       | strekken                    |
| uttana    | intense strekking           |
| asana     | houding (letterlijk: 'zit') |

## Beschrijving
Deze yogahouding wordt zittend uitgevoerd, met de benen plat op de grond en recht vooruit. Maak de rug lang en buig vanuit de heupen (niet vanuit de taille). Hel naar voren zonder de knieën te buigen. Focus op het naar voren brengen van de borst (niet van het hoofd).
Een vergelijkbare buiging naar voren is de Uttanasana. Paschimottanasana wordt echter als veiliger gezien, omdat de zwaartekracht dan niet passief meewerkt. Ook is het bij de Paschimottanasana gemakkelijker om de benen te naar binnen of buiten te leggen.